# Helmut Rödl
Helmut Rödl (* 20. Juli 1939 in Klagenfurt; † 12. September 2020) war ein deutscher Kaufmann, Jurist, Unternehmer im Verbund der Creditreform und Hochschullehrer an der Universität Innsbruck.

## Leben
Helmut Rödl studierte an der Universität zu Köln Rechtswissenschaften und in Köln und Wien Betriebswirtschaftslehre. In Köln promovierte Rödl 1967 zum Dr. iur. mit einer Arbeit über Das Mitbestimmungsrecht des Betriebsrats bei der Regelung von Akkord- und Stücklohnsätzen nach § 56 I g Betr.VG.

### Unternehmerische Laufbahn
Helmut Rödl war Geschäftsführer der Creditreform Koblenz und persönlich haftender Gesellschafter der Creditreform Koblenz und Neuwied Dr. Rödl KG. Für viele Jahre war er Hauptgeschäftsführer des Verbandes der Vereine Creditreform e.V. (VVC) und war weiterhin dessen Vorstandsmitglied sowie Mitglied des Aufsichtsrats der Creditreform AG.

### Wissenschaftliche Laufbahn
1972 wurde Rödl Lehrbeauftragter und Dozent für Betriebswirtschaftslehre an der Universität Essen und lehrte dort bis 1990 Finanzwirtschaft und finanzwirtschaftliches Rechnungswesen. Von 1991 bis 1994 war er Privatdozent für Internationales Privatrecht, Datenschutz- und Informationsrecht an der Universität Salzburg. 1995 wurde er Gastprofessor der Universität Innsbruck.

## Auszeichnungen
- 2010: Bundesverdienstkreuz am Bande[1]

## Schriften
- mit Bernd Weiss: Insolvenzrisiken bei Geschäftspartnern frühzeitig erkennen und vermeiden, RKW, Eschborn 1995, ISBN 3-929796-67-8
- mit Alexander Winkels, unter Mitarbeit von Joachim Voss: Kreditmanagement in der Unternehmenspraxis, Schäffer, Stuttgart 1983, ISBN 3-8202-0235-8
- Kreditrisiken und ihre Früherkennung: ein Informationssystem zur Erhaltung des Unternehmens, Handelsblatt, Düsseldorf, Frankfurt am Main 1979
- Das Mitbestimmungsrecht des Betriebsrats bei der Regelung von Akkord- und Stücklohnsätzen nach § 56 I g Betr.VG., Dissertation Universität zu Köln, 1967